# Langsett
Langsett – wieś w Anglii, w hrabstwie ceremonialnym South Yorkshire, w dystrykcie metropolitalnym Barnsley. Leży 20 km na północny zachód od miasta Sheffield i 245 km na północny zachód od Londynu. W 2001 miejscowość liczyła 161 mieszkańców.